# إلهة أحمدي
إلهة أحمدي (بالفارسية: الهه احمدی) هي رامية بندقية إيرانية ولدت في يوم 31 مايو 1982 في طهران عاصمة إيران، أبرز إنجازاتها هو فوزها بميداليتين فضيتين في دورة الألعاب الآسيوية 2010 في غوانزو في الصين في مسابقتي STR3X20 و AR40 جماعي، كما فازت بالميدالية الفضية أيضاً في دورة الألعاب الآسيوية 2014 في إنشيون في كوريا الجنوبية في AR40 جماعي.

## روابط خارجية
- إلهة أحمدي على موقع الاتحاد الدولي (الإنجليزية)
- إلهة أحمدي على موقع أوليمبيديا (الإنجليزية)